# Fótfürdő megállóhely
Fótfürdő megállóhely egy Pest vármegyei vasúti megállóhely Fót településen, a MÁV üzemeltetésében. A névadó (a központtól északkeletre fekvő) településrész nyugati szélén helyezkedik el, közúti elérését csak önkormányzati utak biztosítják.

## Vasútvonalak
A megállóhelyet az alábbi vasútvonalak érintik:
- Budapest–Vácrátót–Vác-vasútvonal

## Kapcsolódó állomások
A megállóhelyhez az alábbi állomások vannak a legközelebb:
- Fótújfalu megállóhely (Budapest-Nyugati pályaudvar, Budapest–Vácrátót–Vác-vasútvonal)
- Csomád vasútállomás (Vác vasútállomás, Budapest–Vácrátót–Vác-vasútvonal)

## Forgalom
| Járat | Útvonal | Gyakoriság |
| ----- | --- | ---------- |
| S71   | Budapest-Nyugati – Rákosrendező – Istvántelek – Rákospalota-Újpest – Rákospalota-Kertváros – Alagimajor – Fót – Fótújfalu – Fótfürdő – Csomád – Ivacs – Veresegyház – Erdőkertes – Vicziántelep – Őrbottyán – Rudnaykert – Váchartyán – Csörög – Máriaudvar – Vác-Alsóváros – Vác | Óránként   |